# Куршумлия (община)
Куршумлия (серб. Куршумлија) — община в Сербии, входит в Топличский округ.
Население общины составляет 15 823 человека (2022). Занимаемая площадь — 950 км², из них 39,5 % используется в промышленных целях.
Административный центр общины — город Куршумлия. Община Куршумлия состоит из 90 населённых пунктов, средняя площадь населённого пункта — 10,6 км².

## Статистика населения общины
| Год  | Население, чел. |
| ---- | --------------- |
| 1991 | 23 989          |
| 2001 | 21 807          |
| 2002 | 21 562          |
| 2003 | 21 308          |
| 2004 | 21 036          |
| 2005 | 20 730          |
| 2006 | 20 361          |
| 2007 | 19 930          |
| 2022 | 15 823          |